# Heideland
Heideland là một đô thị thuộc huyện Saale-Holzland, trong bang Thüringen, Đức. Đô thị Heideland có diện tích km².